# 康尼·巴桑
康尼·巴桑（1942年—），藏族，中华人民共和国政治人物、第十一届全国政协委员。
担任西藏自治区阿里地区政协副主席。2008年，当选第十一届全国政协委员，代表少数民族界，分入第五十组。